# Pedro Ganchas
Pedro Luís Machado Ganchas (Lisbona, 31 maggio 2000) è un calciatore portoghese, difensore del Silkeborg.

## Carriera

### Club
Cresciuto nel settore giovanile del Benfica, dal 2020 al 2022 totalizza 32 presenze e quattro reti con la seconda squadra delle Águias. Il 31 gennaio 2022 viene ceduto al Paços Ferreira, firmando un contratto di durata triennale; l'8 maggio successivo debutta in Primeira Liga, in occasione dell'incontro perso per 2-0 contro il Santa Clara.

### Nazionale
Ha rappresentato le nazionali giovanili portoghesi.

## Statistiche

### Presenze e reti nei club
Statistiche aggiornate al 29 aprile 2023.
| Stagione              | Squadra               | Campionato            | Campionato | Campionato | Coppe nazionali | Coppe nazionali | Coppe nazionali | Coppe continentali | Coppe continentali | Coppe continentali | Altre coppe | Altre coppe | Altre coppe | Totale | Totale |
| Stagione              | Squadra               | Comp                  | Pres       | Reti       | Comp            | Pres            | Reti            | Comp               | Pres               | Reti               | Comp        | Pres        | Reti        | Pres   | Reti   |
| --------------------- | --------------------- | --------------------- | ---------- | ---------- | --------------- | --------------- | --------------- | ------------------ | ------------------ | ------------------ | ----------- | ----------- | ----------- | ------ | ------ |
| 2020-2021             | Benfica B             | LdH                   | 21         | 3          |                 | -               | -               |                    | -                  | -                  |             | -           | -           | 21     | 3      |
| 2021-gen. 2022        | Benfica B             | LdH                   | 11         | 1          |                 | -               | -               |                    | -                  | -                  |             | -           | -           | 11     | 1      |
| Totale Benfica B      | Totale Benfica B      | Totale Benfica B      | 32         | 4          |                 | -               | -               |                    | -                  | -                  |             | -           | -           | 32     | 4      |
| gen.-giu. 2022        | Paços Ferreira        | PL                    | 2          | 0          | CP+CdL          | -               | -               |                    | -                  | -                  |             | -           | -           | 2      | 0      |
| 2022-2023             | Paços Ferreira        | PL                    | 4          | 0          | CP+CdL          | 0+1             | 0               |                    | -                  | -                  |             | -           | -           | 5      | 0      |
| Totale Paços Ferreira | Totale Paços Ferreira | Totale Paços Ferreira | 6          | 0          |                 | 1               | 0               |                    | -                  | -                  |             | -           | -           | 7      | 0      |
| Totale carriera       | Totale carriera       | Totale carriera       | 38         | 4          |                 | 1               | 0               |                    | -                  | -                  |             | -           | -           | 39     | 4      |